# Sparadok Point
Der Sparadok Point (englisch; bulgarisch нос Спарадок nos Sparadok) ist eine 200 m lange, spitze, niedrige und unvereiste Landspitze an der Nordküste der Livingston-Insel im Archipel der Südlichen Shetlandinseln. Sie liegt 2,23 km südöstlich des Lair Point und 1,58 km südwestlich des Nedelya Point an den Robbery Beaches im Norden der Byers-Halbinsel.
Britische Wissenschaftler kartierten sie 1968, spanische 1992 und bulgarische 2009. Die bulgarische Kommission für Antarktische Geographische Namen benannte sie 2006 Sparadok, König der Thraker von 445 v. Chr. bis 435 v. Chr.